# Arrondissement de Marennes
L'arrondissement de Marennes est un ancien arrondissement français du département de la Charente-Maritime. Il fut créé le 17 février 1800 et supprimé le 10 septembre 1926. Les cantons revinrent à l'arrondissement de Rochefort.

## Composition
Il comprenait les cantons de La Tremblade, Le Château-d'Oléron, Marennes, Royan, Saint-Agnant et Saint-Pierre-d'Oléron.

## Sous-préfets
| Période          | Période           | Identité                           | Fonction précédente                                                        | Observation                                                                             |
| ---------------- | ----------------- | ---------------------------------- | -------------------------------------------------------------------------- | --------------------------------------------------------------------------------------- |
|                  |                   |                                    |                                                                            |                                                                                         |
| 12 août 1837     | 3 février 1838    | Pierre Leroy de Boisaumarié        | Auditeur au conseil d'État                                                 | Nommé sous-préfet de Saint-Gaudens                                                      |
|                  |                   |                                    |                                                                            |                                                                                         |
| 30 octobre 1851  | 16 mars 1853      | Gustave-Léonard Pompon-Levainville | Sous-préfet de Brignoles                                                   | Nommé sous-préfet de Mayenne                                                            |
| 16 mars 1853     | 3 août 1857       | Jean Mila de Cabarieu              | Sous-préfet d'Argelès-Gazost                                               | Nommé sous-préfet de Moissac                                                            |
| 3 août 1857      | 25 octobre 1865   | Jacques Peyran                     | Secrétaire général de la préfecture des Ardennes                           | Nommé sous-préfet de Saint-Jean-d'Angély                                                |
| 25 octobre 1865  | mars 1867         | Maximilien Reinach-Werth           | Conseiller de préfecture de la Moselle                                     | Démissionne. Devient conseiller général d'Obernai, puis maire de Niedernai.             |
|                  |                   |                                    |                                                                            |                                                                                         |
| 23 octobre 1869  | 16 mars 1870      | Alfred Désiré de Joly              | sous-préfet de Château-Gontier                                             | Nommé sous-préfet de Brignoles                                                          |
| 31 août 1876     | 24 mai 1877       | Antoine Franceschi                 |                                                                            | Remplacé                                                                                |
| 24 mai 1877      | 30 décembre 1877  | Jean Tillol                        |                                                                            | Nommé sous-préfet de Fougères                                                           |
| 30 décembre 1877 | 3 mai 1879        | Marcel Grégoire                    | Avocat à la cour d'appel de Paris                                          | Nommé sous-préfet de Pont-Audemer                                                       |
| 3 mai 1879       | 31 mai 1879       | Alexis Galtié                      | Maire de Villefranche (1878-1879)                                          | Nommé sous-préfet de Bayeux                                                             |
| 31 mai 1879      | 5 octobre 1884    | Alexandre Mesnard                  |                                                                            | Nommé sous-préfet de Rochefort                                                          |
| 5 octobre 1884   | 3 juillet 1888    | Aimé Lem                           | Chef de cabinet du préfet de la Vienne                                     | Nommé secrétaire général de la préfecture de l'Indre                                    |
| 3 juillet 1888   | 24 mai 1889       | Charles Huard                      | Avocat à la cour d'appel de Paris                                          | Nommé sous-préfet de Montdidier                                                         |
| 24 mai 1889      | 8 juin 1889       | Louis Détolle                      | Sous-préfet de Montdidier                                                  | Non acceptant. Nommé sous-préfet de Saint-Pol                                           |
| 8 juin 1889      | 6 octobre 1894    | Pierre Bossu                       | Sous-préfet de Murat                                                       | Nommé secrétaire général de la préfecture de la Charente-Inférieure                     |
| 6 octobre 1894   | 14 décembre 1895  | Marie-Victor Richier               | Sous-préfet de Lannion                                                     | Nommé sous-préfet de Saint-Amand                                                        |
| 14 décembre 1895 | 26 décembre 1895  | Albert Le Go                       | Sous-préfet de Saint-Pons                                                  | Non installé. Nommé sous-préfet de Saint-Amand                                          |
| 26 décembre 1895 | 23 juillet 1898   | Marie-Victor Richier               | Sous-préfet de Saint-Amand                                                 | Nommé sous-préfet de Pamiers                                                            |
| 23 juillet 1898  | 7 septembre 1903  | Adrien Martineau                   | Conseiller de préfecture de la Charente-Inférieure                         | Nommé sous-préfet de Saint-Claude                                                       |
| 7 septembre 1903 | 2 février 1905    | Georges Gaillard                   |                                                                            | Remplacé                                                                                |
| 2 février 1905   | 6 novembre 1909   | Pierre Vacquier                    | Secrétaire général de la préfecture des Basses-Alpes                       | Nommé sous-préfet d'Espalion                                                            |
| 6 novembre 1909  | 3 octobre 1910    | Eugène François                    |                                                                            | Nommé sous-préfet de Louhans                                                            |
| 3 octobre 1910   | 1912              | Marcel Boissonnade                 | Sous-préfet d'Embrun                                                       | Mort en fonction                                                                        |
| 22 avril 1912    | 19 octobre 1914   | Alfred Antony                      | Sous-chef de cabinet du )président de la Chambre des députés Henri Brisson | Mobilisé pour la guerre                                                                 |
| 8 novembre 1914  | 5 décembre 1914   | Lucien Morard                      | Conseiller de préfecture de la Charente-Inférieure                         | Nommé sous-préfet de Pontivy                                                            |
| 5 décembre 1914  | 8 mai 1915        | Gabriel Lamand                     | Conseiller de préfecture des Deux-Sèvres                                   | Nommé sous-préfet de Prades                                                             |
| 8 mai 1915       | 22 mai 1917       | Louis Gilbert                      | Sous-préfet de Prades                                                      | Mobilisé pour la guerre                                                                 |
| 22 mai 1917      | 15 mars 1919      | Jean Laurent                       | Conseiller de préfecture de la Dordogne                                    | Nommé conseiller de préfecture de Maine-et-Loire                                        |
| 15 mars 1919     | 15 janvier 1920   | Henry Roger                        |                                                                            | Nommé sous-préfet de Mantes                                                             |
| 15 janvier 1920  | 2 mai 1923        | Paul Decaillet                     | Chef de cabinet du préfet des Alpes-Maritimes                              | Nommé sous-préfet de Coulommiers                                                        |
| 2 mai 1923       | 21 octobre 1925   | Pierre Vigier                      | À la disposition du préfet de Meurthe-et-Moselle le                        | Nommé sous-préfet de Rochechouart                                                       |
| 21 octobre 1925  | 22 septembre 1926 | Joseph Landel                      | Sous-préfet de Rochechouart                                                | Rattaché à la préfecture de la Charente-Inférieure à la fermeture de la sous-préfecture |